# Заветы (журнал)
«Заветы» — російський щомісячний літературно-політичний журнал за редакцією есера В. Чернова. Виходив з квітня 1912 по серпень 1914.

Назва журналу зважала на традиції народництва, спадкоємність його ідеології. Видавець — С. А. Іванчина-Писарєва, редактори П. П. Інфантьєв (1912), І. І. Краєвський (1913), Н. М. Кузьмін (1914). До редколегії журналу увійшли Р. В. Іванов-Розумник, А. І. Іванчин-Писарєв, С. Д. Мстиславський (псевдонім С. Масловського), С. П. Постніков і В. М. Чернов. Розміщувався в Санкт-Петербурзі на Косому провулку буд.11.
Виходив легально, хоча періодично і піддавався цензурі — перший номер журналу, наприклад, був конфіскований. У вересні 1914 закритий постановою Петроградської судової палати.
У журналі публікувалися М. Горький («Народження людини»), І. Бунін («Веселий двір»), М. Коцюбинський («Тіні забутих предків»), Л. Андрєєв, О. Форш, А. Блок, Є. Замятін («Повітове»), А. Ремізов, І. Вольнов («Повість про дні мого життя», Ю. Балтрушайтис, Ф. Сологуб, С. Городецький, М. Клюєв та ін.
В історико-літературному відділі, який вів Р. В. Іванов-Розумник, публікувалися статті С. Венгерова, В. Євгеньєва-Максимова та ін., Спогади А. Іванчина-Писарєва, листи І. О. Гончарова, «Тіні» М. Є. Салтикова-Щедріна.